# آدلسهایم
آدِلْسْهایْم (Adelsheim) شهری است در ایالت بادن-وورتمبرگ آلمان.